# FLACC
La scala FLACC è un sistema di misurazione del dolore utilizzato nei bambini tra i 2 mesi e i 7 anni d'età, sviluppata da Merkel et al. nel 1997. 
Essa si basa su cinque parametri (espressioni facciali, gambe, attività, pianto, consolabilità) a ognuna delle quali viene dato un punteggio da 0 a 2, per un valore totale di 10.
Il nome deriva dall'acronimo inglese dei cinque parametri: Face, Legs, Activity, Cry, Consolability.
Il bambino deve essere valutato per 1-5 minuti se è sveglio, per più tempo se sta dormendo.
| Categoria     | 0                                              | 1                                                                            | 2                                                                 |
| ------------- | ---------------------------------------------- | ---------------------------------------------------------------------------- | ----------------------------------------------------------------- |
| Faccia        | Nessuna espressione particolare                | Occasionalmente: smorfie, disinteresse, atteggiamento introverso             | Frequentemente o Costantemente: mandibola serrata, mento tremante |
| Gambe         | Posizione normale o rilassate                  | Tese, irrequiete                                                             | Tira calci o ha gambe contratte                                   |
| Attività      | posizione normale, si muove facilmente, quieto | Teso, agitato, si muove avanti e indietro                                    | Rigido, inarcato o compie movimenti a scatto                      |
| Pianto        | Assente (sia sveglio che durante il sonno)     | Gemiti, piagnucolii, lamentele occasionali                                   | Pianto costante, grida o singhiozza, lamentele frequenti          |
| Consolabilità | Contento, rilassato                            | Rassicurato da tocco occasionale, abbracci, quando gli si parla; distraibile | Difficile da consolare                                            |

Sulla base del punteggio ottenuto, si può quantificare il dolore del bambino:
0 = Rilassato, a proprio agio
1-3 = Lieve sofferenza
4-6 = Dolore moderato
7-10 = Grave sofferenza o dolore, o entrambi.